# Zomerfluweelpootje
Het Zomerfluweelpootje (Flammulina fennae) is een schimmel behorend tot de familie Physalacriaceae. Het groeit saprotroof op loofhout in bossen, lanen, kreupelhout en parken. Het komt hoofdzakelijk voor op voedselrijke, vochtige bodems. Zo nu en dan ook aan de voet van bomen of te vinden op ondergronds hout. De vruchtlichamen komen voor van april tot oktober.

## Kenmerken
De sporen zijn 6-8 × 4-4,5 (-5) µm en het Q-getal is 1,5 tot 1,7. De hoedhuid bestaat in het centrum uit dicht opeen gepakte pileocystidia.

## Verspreiding
In Nederland komt het zomerfluweelpootje matig algemeen voor.